# Закавье
Зака́вье (пол. Zakawie) — посёлок в Польше, входит в состав района Стжемешице-Мале города Домброва-Гурнича в Силезском воеводстве. В составе города с 1975 г. Находится в расстоянии 11,7 км от центра. Закавье является историческим посёлком, так как оно сегодня не выделено в структуре города Домброва-Гурнича как его отдельная административная единица. Всё-таки Закавье занимает сплошной пояс застройки протянувшийся вдоль улицы под таким же названием. Посёлок возник в XIX в. в связи с развитием цинковых рудников в Славкуве (шахта «Леонидас») и соседнем посёлке Кава (шахта «Кавья гура»). В XIX в. у дороги соединявшей обе шахты была построена часовенка св. Антония. Согласно Географическому словарю Царства польского 1895 г. посёлок насчитывал 23 дома и 257 жителей. В нём до сегодня сохранилось несколько деревянных жилых домов, являющихся образцовым примером довоенной деревенской застройки Домбровского угольного бассейна.
- Часовенка св. Антония